# 库尔特·瓦尔德海姆
库尔特·約瑟夫·瓦尔德海姆（德語：Kurt Josef Waldheim，1918年12月21日—2007年6月14日）是一位奥地利政治人物，曾擔任联合国第四任秘书长、奥地利总统。

## 生平

### 早年
1918年12月21日，瓦尔德海姆出生于奥地利维也纳附近的圣安德烈-沃尔登。他是捷克裔校長瓦爾特·瓦茨拉維克（Walter Watzlawik）和他的妻子約瑟芬‧彼特拉什（Josefine Petrasch）的長子。隨著哈布斯堡王朝的崩潰，瓦茨拉維克（原捷克語拼寫為Václavík）在那一年將自己的名字改為“瓦爾德海姆”，並最終成為圖爾恩地區學校的校長，並獲得了政府議員（Regierungsrat）的職責。他活躍於基督教社會黨，被認為是一位虔誠的天主教家庭男子。瓦爾德海姆和他的兩個弟弟妹妹，弟弟瓦爾特和妹妹葛林德，享受著舒適的中產階級成長環境。從年輕時起，瓦爾德海姆就以1.92m（6英尺4英寸）的非凡身高而聞名。身為克洛斯特新堡的文科學生，他在語言方面表現出色，是學校管弦樂團中一位出色的小提琴手，也喜歡游泳、划船和網球。

### 二戰入伍
1941年初，瓦爾德海姆應徵入伍，加入納粹德國武裝部隊國防軍陸軍，並被派往東線，先后担任翻译和传令官，後擔任班長。他自称在1941年12月受伤後退役，後來重入维也纳大学学习法学。但奥地利有一个周刊揭发他在1942年到1943年间在德国軍隊服役，在驻希腊纳粹军队中任军械处军官。
根據國際史學家委員會的確定，從1942年到1945年，瓦爾德海姆在德國陸軍E集團軍參謀部中的職責是：
- 1942年3月22日至1942年7月在黑山普列夫利亞的第5山地師擔任翻譯和聯絡官。
- 1942年6月/8月，在波斯尼亞的西部戰鬥群（Kampfgruppe West）擔任O2（第二助理副官）至1b（總參謀部軍需官），
- 1942年初夏，地拉那義大利第9軍團聯絡人員的翻譯，
- 1943年7月/10月，德國與義大利第11軍團聯絡參謀部和希臘南方集團軍參謀部的O1（第一助理副官）至1a（總參謀長），以及
- 1943年10月至1945年1月/2月，在阿爾薩克利、科索夫斯卡米特羅維察和薩拉熱窩的E集團軍參謀部擔任O3（第三助理副官）至1c（總參謀長情報官）軍官。

在1944年2月25日至4月16日的學習假期期間，他在康斯坦丁·弗朗茨指導下，在維也納大學完成了關於帝國理念的論文，並因此獲得了法學博士學位。1944-45年在東南歐的E集團軍司令亞歷山大·勒爾處服役（勒爾大將在戰後被南斯拉夫以戰爭罪處決），他所在的部隊犯下了諸如屠殺平民、無差別轟炸等多項戰爭罪行。1945年4月下旬，E集團軍總參謀部遷至薩格勒布。瓦爾德海姆在1945年5月8日戰爭結束時提供了有關他所在位置的各種資訊：他說他在奧地利南部的的里雅斯特或菲拉赫附近。1945年5月9日，他從德國國防軍退役。
1986年，瓦爾德海姆表示，他只擔任過翻譯和辦事員，對當地塞族平民遭到的報復或南斯拉夫鄰近省份的屠殺一無所知。他說他知道所發生的一些事情，並且感到震驚，但不知道他還能做什麼。

### 外交部長
戰爭結束後，瓦爾德海姆從的里雅斯特返回克恩頓州。回國後不久，他進入奧地利外交部門。1948年至1951年担任驻巴黎公使馆一等秘书。1951年至1955年任外交部人事司司长。1945年至1947年間，他參加了在巴黎、倫敦和莫斯科舉行的《奧地利國家條約》的談判，該條約於1955年5月15日生效。1956年至1960年担任奥地利驻加拿大的代表、公使、大使。1964年至1968年担任奥地利常驻联合国代表兼联合国和平利用外层空间委员会主席。
1968年1月至1970年4月担任奥地利联邦外交部长。1970年10月再次任奥地利常驻联合国代表，1971年4月竞选奥地利联邦总统。

### 聯合國秘書長
1971年12月21日被联合国安全理事会推荐为联合国秘书长，1972年1月1日即任。
瓦爾德海姆在1981年联合国秘书长选举中史無前例地第三次連任秘書長。這次中華人民共和國认为应启用来自第三世界的联合国秘书长，並派出了坦尚尼亞的薩利姆·艾哈邁德·薩利姆作為強有力的候選人。在第一輪投票中，瓦爾德海姆以一票之差輸給了薩利姆。不過，薩利姆被美國否決，瓦爾德海姆則被中國否決。中美否決權之爭持續了創紀錄的16輪，中國投出了16張反對票。經過六週的僵局，瓦爾德海姆和薩利姆雙雙退出比賽。秘魯的哈維爾·佩雷斯·德奎利亞爾贏得了選舉，並接替瓦爾德海姆擔任聯合國秘書長。自德海姆以後沒有任何秘書長連任超過第三個任期。
1982年1月27日，为表彰瓦尔德海姆对联合国所做出的贡献而授予他“联合国和平奖”。

### 奧地利總統
1985年，瓦爾德海姆被提名為聯邦總統的ÖVP候選人。大約在同一時間，他出版了關於他擔任聯合國秘書長期間的第三本書，題為《世界政治的玻璃宮殿》；其中還包含關於他1945年之前的生活的自傳章節，但沒有有關他1942年至1945年在德國國防軍活動的資訊。1986年5月4日選舉日期前八週，新聞雜誌《Profil》、《紐約時報》和世界猶太人大會於1986年3月宣布，庫爾特·瓦爾德海姆曾是1930年代的冲锋队以及之後的德國國防軍成員。
1986年6月至1992年6月任奥地利总统。在职期间由于其纳粹背景被揭發，被美国列为“不受欢迎的人”而禁止入境。在他任职总统期间只访问过几个中东国家和梵蒂冈，从未访问过其他欧美国家。奥地利的一个调查机构对他在第二次世界大战期间的行为调查，认为他对犹太人的种族灭绝罪行知情，但没有亲身参与。

### 逝世
1992年任期結束後，瓦爾德海姆沒有尋求連任。同年，他被任命為K.H.V.榮譽會員。1994年，教宗若望保祿二世授予瓦爾德海姆庇護九世騎士勳章，並授予他的妻子教宗榮譽。他於2007年6月14日當地時間中午12:45因心臟和循環系統衰竭於維也納家中去世；彌留時其家人在旁。6月23日，他的葬禮在維也納聖斯蒂芬大教堂舉行，並被安葬在中央公墓（Zentralfriedhof）。
聯邦總統海因茨·費舍爾在大教堂的演講中稱瓦爾德海姆是“一位偉大的奧地利人”，他被錯誤地指控犯有戰爭罪。費雪也讚揚瓦爾德海姆為解決國際危機所做的努力以及對世界和平的貢獻。根據瓦爾德海姆本人的要求，除了列支敦士登親王漢斯·亞當二世外，沒有邀請任何外國國家元首或政府首腦參加他的葬禮。義大利南蒂羅爾省省長路易斯·杜恩瓦爾德也在場。日本和敘利亞是僅有的兩個向他的墳墓敬獻花圈的國家。聯合國秘書長潘基文發表演說「表達悲傷」。在瓦爾德海姆死後第二天，奧地利通訊社在其死後發表的一封長達兩頁的信中，他承認自己犯了「錯誤」（「但這些錯誤肯定不是追隨者的錯誤，更不是犯罪政權的同謀」），並尋求批評者寬恕他。